# Imathie
L’Imathie (en grec moderne : Ημαθία), ou Émathie, est un district régional grec de la périphérie de Macédoine-Centrale. Avant 2010 et la réforme Kallikratis, l'Imathie avait le statut de nome avec la même étendue géographique.
Sa capitale est la ville de Véria, qui compte 43 158 habitants selon le recensement de la population de 2011.

## Anciennes municipalités

Les municipalités de l'ancien nome d’Imathie (avant 2011).

| Ancien dème      | YPES code | Chef-lieu (si nom différent) | Code postal | Préfixe tel. |
| ---------------- | --------- | ---------------------------- | ----------- | ------------ |
| Alexándria       | 1801      | -                            | 593 00      | 23330-2      |
| Anthémia         | 1802      | Kopanos                      | 590 35      | 23320-41     |
| Antigonídes      | 1803      | Kavasila                     | 591 00      | 23310-39     |
| Apóstolos Pávlos | 1804      | Makrochórion                 | 590 33      | 23310-41     |
| Dovrás           | 1807      | Ágios Geórgios               | 591 00      | 23310-51     |
| Irinoúpoli       | 1808      | -                            | 590 34      | 23320-4      |
| Makedonída       | 1809      | Rizómata                     | 591 00      | 23310-9      |
| Melíki           | 1810      | -                            | 590 31      | 23310-81     |
| Náoussa          | 1811      | -                            | 592 00      | 23320-2      |
| Platý            | 1812      | -                            | 590 32      | 2330-63      |
| Vergína          | 1805      | -                            | 590 31      | 23310-92     |
| Véria            | 1806      | -                            | 591 00      | 23310        |

## Dèmes actuels
Depuis 2010 et la réforme Kallikratis relative à la nouvelle subdivision territoriale de la Grèce, le district régional d'Imathie est composé des dèmes d'Alexándria, de Náoussa et de Véria.